# Allas-Bocage

Allas-Bocage este o comună în departamentul Charente-Maritime, Franța. În 1 ianuarie 2022 avea o populație de 197 de locuitori.